# NGC 6573
NGC 6573 (również ESO 590-**7) – grupa gwiazd znajdująca się w gwiazdozbiorze Strzelca, prawdopodobnie gromada otwarta. Odkrył ją John Herschel 28 lipca 1830 roku. Znajduje się w odległości ok. 1500 lat świetlnych od Słońca oraz 26,3 tys. lat świetlnych od centrum Galaktyki.